# 丸山浩司
丸山 浩司（まるやま ひろし、1953年7月12日 - ）は、日本の版画家（木版画）、美術教育研究者。多摩美術大学教授。
栃木県足利市出身。多摩美術大学在学中に吹田文明に師事し、木版画を始める。その後、東京芸術大学大学院に進学し野田哲也・中林忠良に師事、更に木版画研究を進める。その後、福島大学にて教員養成の仕事に従事し、教科書編集や鑑賞教育、現代美術研究を通して美術教育研究にも力を注ぐ。
当初は生まれ故郷の足利にて友禅染めの色彩（渡良瀬川の友禅流し）に魅了され鮮やかな色彩による作品を手掛け、単行本の表紙やテレビドラマのセットに利用されるなど、社会的評価が高かったが、現在はモノクロームを基調にした静謐な作品が多い。
現在、多摩美術大学教授、（社）日本版画協会理事、東京藝術大学美術教育研究会運営委員、大学版画学会運営委員。

## 経歴
- 1972年 - 栃木県立足利高等学校卒業。
- 1977年 - 多摩美術大学美術学部絵画科油画専攻卒業。
- 1979年 - 東京芸術大学大学院美術研究科修了。
- 1981年 - 福島大学教育学部専任講師。
- 1983年 - 福島大学教育学部助教授。
- 1995年 - 愛知県立芸術大学助教授。
- 1999年 - 大学派遣によりニューヨーク研修。
- 2004年 - 多摩美術大学美術学部教授。

## 主な個展
- 1977年 ギャラリー21（東京）
- 1978年 養清堂画廊（東京、90,97,01,04年）
- 1980年 ギャラリー葉（東京、84,88年）
- 1986年 ギャラリーヴィヴァン（東京、93,95,98,00,02,05,07年）
- 2001年 ギャルリーデコ（名古屋、00,01,02,03年）
- 2003年 ギャラリーアルファ（名古屋）
- 2004年 ギャラリーモニカ（ポルト、ポルトガル）
- 2006年 AGUAFORTE（リスボン、ポルトガル）
- 2008年 アートコンプレックス東京（東京）
- 2010年 ギャラリー碧（足利）
- 2012年 鹿沼市立川上澄生美術館（栃木）

## 受賞・出展歴
- 1977年 第45回日本版画協会展新人賞受賞
- 1979年 リュブリアナ国際版画ビエンナーレ（ユーゴスラビア）賞候補
- 1980年 第13回日本国際美術展（毎日新聞社主催）
- 1982年 ビルバオ国際版画ビエンナーレ（スペイン）買上賞
- 1984年 バーゼルアートフェア'84（スイス）
- 1985年 ニューヨークアートエキスポ（ニューヨーク、アメリカ）
- 1994年 クラコワ国際版画トリエンナーレ（ポーランド）賞候補
- 1994年 第4回都画廊版画大賞展（都画廊主催・大阪）優秀賞受賞
- 1996年 第2回鹿沼市立川上澄生美術館木版画大賞展　大賞受賞
- 1996年 第25回現代日本美術展（毎日新聞社主催）
- 1996年  第10回ソウル国際版画ビエンナーレ
- 1997年 クラコワ国際版画トリエンナーレ（ポーランド）
- 1998年 第1回神戸国際版画ビエンナーレ
- 1999年 第28回現代日本美術展（毎日新聞社主催）
- 2002年 ACT of Renewal（ロンドン、Ｖ＆Ａ美術館）
- 2003年 リスボン、ポルトにてワークショップ（ポルトガル）
- 2004年 現代版画「技法と表現」（黒部市立美術館）
- 2004年「ディスタンス」（栃木県立美術館）
- 2004年 木版画百年展（名古屋市美術館）
- 2004年「The PLATES」展 ispaJAPAN国際版画シンポジウム（東京芸術大学）
- 2006年「Three Nations,Three Colors Exhibition」（ロシア）
- 2007年 クラコワ国際版画トリエンナーレ（ポーランド）
- 2009年 城戸真亜子・丸山浩司二人展「風と水」（アートコンプレックス東京）
- 2010年 東洋との出会い（アグアフォルテと福島）（オリエント美術館、リスボン・ポルトガル）
- 2012年 「版で発信する作家たち：after 3.11」CCGA（福島）
- 2012年 城戸真亜子・丸山浩司二人展「たゆたう」（B-ギャラリー）

## 主な作品収蔵先
- 東京藝術大学附属藝術資料館
- いわき市立美術館
- 大英博物館版画室
- 町田市立国際版画美術館
- ホノルルアカデミーオブアート美術館
- 鹿沼市立川上澄生美術館
- バングラデシュ国立美術館
- 多摩美術大学附属美術館
- 東京国立近代美術館
- 黒部市立美術館
- 伊野町立紙の博物館
- 福島県立美術館